# Thorbjorn Thorsteinsson
Thorbjorn Thorsteinsson o Thorbjorn el Escriba (nórdico antiguo: Þórbjörn klerkr Þórsteinnson, m. 1158), fue un mercenario y pirata vikingo de las Orcadas, Escocia, a principios del siglo XII.
Thorbjorn estaba casado con la hermana de Sweyn Asleifsson, pero ambos se enemistaron cuando Sweyn atacó al primo de Thorbjorn, Olvir Rosta y a la abuela de ambos, Frakokk Moddansdatter, que murió quemada en vida dentro de su casa. El jarl Rögnvald Kali Kolsson forzó una reconcilización y ambos se unieron en el saqueo de las Hébridas, pero de nuevo entraron en disputas sobre la distribución del botín. Thorbjorn anuló su matrimonio y entró al servicio del jarl Rögnvald. Más tarde, cuando entró al servicio del jarl Harald Maddadsson, Thorbjorn volvió a estar en compañía de Sweyn.
En 1158, Thorbjorn fue perseguido por el jarl Rögnvald por matar a uno de los miembros de su séquito. Thorbjorn confió en su amistad con el jarl Harald, pero ambos nobles eran por entonces estrechos aliados y Thorbjorn se encontró en una difícil encrucijada, por lo que intentó emboscar y asesinar a Rögnvald. Harald se anticipó, lo condenó a muerte y fue ejecutado.